# José Gaviria
José Enrique Gaviria Escobar (Bogotá, 25 de julio de 1970) es un artista, productor, cantante, compositor y presentador colombiano, especializado en música MIDI. Fundó la agrupación Doble UC con la cual lanzó el álbum Laberinto (1993). Después coprodujo dos álbumes como solista: Camaleón (1994) y Mundo Nuevo (1996). Ha compuesto y ha sido el productor de Karoll Márquez, Claudia García, La Gamba, Olga Tañón, Xiomara Xibille, Yolandita Monge, Lucas Arnau, Stephanie Cayo y Fanny Lu, Siam (duo), además de Luis Fonsi, Carlos Santana, Andrés Cepeda, Pescao Vivo, Jon Secada, y muchos otros artistas latinoamericanos.
En el 2013 ganó un Latin Grammy por producción que le realizó a Andrés Cepeda.
Realizó trabajos discográficos con Fundación Sura, por los que en el año 2016 reciben nominación a los Latin Grammy por el proyecto Mujeres Por Colombia. Vol 2, en el que cantan artistas como Adriana Lucía, Martina La Peligrosa, Sole Giménez, Rosario, Giselle Lacouture, entre otras.
Tuvo una larga relación sentimental con la presentadora de televisión Laura Acuña. Actualmente está casado con la reina del Carnaval de Barranquilla 2010 y cantante, Giselle Lacouture con la cual tiene un hijo llamado José María Gaviria Lacouture, nacido el 31 de marzo de 2015.
En 2008 fue invitado especial en los casting de Latin American Idol.
Desde el 2005 ha participado en las distintas versiones del programa Factor X y Factor XS de su país, ayudando a niños y adultos en la formación como cantantes y siendo jurado y tutor de los participantes. Fue jurado en Colombia Tiene Talento en su segunda y última temporada.
Está en la producción de su nuevo álbum como cantante con artistas como Fonseca, Fanny Lu, Jon Secada, su hermana Inés Gaviria, Lucas Arnau, Jorge Villamizar y Stephanie Cayo.

## Televisión
| Año         | Programa               | Rol    | Canal     |
| ----------- | ---------------------- | ------ | --------- |
| 2005 - 2021 | Factor X               | Jurado | Canal RCN |
| 2013        | Colombia tiene talento | Jurado | Canal RCN |

## Discografía

### Doble UC
- Laberinto (1993)

### Como Solista
- Camaleón (1994)
- Mundo Nuevo (1996)
- Retomando (2010)